# Ethel Brilliana Tweedie
Ethel Brilliana Tweedie (née Ethel Brilliana Harley) (Londres, 1er janvier 1862 - Londres, 15 avril 1940) est une écrivain, photographe, peintre, aquarelliste et illustratrice britannique, connue sous ses diverses pseudonymes de Mrs. Alec Tweedie, Mrs. Alec-Tweedie et Ethel B. Harley.

## Biographie
Fille de George Harley et de  Emma Jessier (Musprat) Harley, elle étudie au Queens' College de Londres et en Allemagne. En 1886, elle visite l'Islande avec son frère et son futur mari, Alexander (Alec) Tweedie ainsi qu'un ami et deux autres hommes. Son père lui suggère de tenir un journal qui deviendra son premier livre : A Girl's Ride in Iceland (1895).
En 1893, elle fait un nouveau voyage en Norvège avec sa sœur Olga pour rendre visite à son frère Vaughan, malade à Christiania. Ce sera le sujet de son deuxième ouvrage, A Winter Jaunt to Norway.
Célèbre comme écrivain de voyages, on lui doit aussi une biographie sur son père, George Harley, F.R.S. The Life of a London Physician (1899) et des études ethnographiques, Cremation the World Around (1932), America As I Saw It ; Or, America Revisited (1913) ainsi qu'un grand nombre de nouvelles publiées dans la presse. Après 1912, ses récits deviennent essentiellement auto-biographiques.
Photographe, peintre prolifique et aquarelliste, certaines de ses œuvres contiennent ses propres travaux. En 1921, de retour d'un voyage au Proche-Orient, elle expose 300 esquisses à l'aquarelle à l'Alpine Gallery à Londres.
Ethel Brilliana Tweedie a aussi été une des premières à défendre les droits des femmes et le droit de vote des femmes. Membre de nombreux comités de bienfaisance, elle était Life governor (bienfaitrice) de l'University College Hospital et du St Mary's Hospital.
En 1887, elle épouse Alexander Leslie Tweedie et a deux enfants. Veuve le 25 mai 1896, son fils cadet Leslie Kinloch Tweedie (11 janvier 1890– 17 janvier 1916) meurt lors de la Première Guerre mondiale et son fils aîné, Harley L. Alexander Tweedie (né le 6 mai 1888), périt en 1926 dans un accident d'avion en Transjordanie.

## Œuvres
- A Girl's Ride In Iceland (1889)
- The Oberammergau Passion Play (1890)
- A Chat With Dr. Nansen (1893)
- A Winter Jaunt To Norway (1894)
- Wilton, Q.C.; Or, Life in a Highland Shooting-Box (1895)
- Danish versus English Butter-Making (1895)
- Through Finland In Carts (1897)
- The First College Open To Women: Queens College, London: Memories and Records of Work Done, 1848–1898 (1898)
- George Harley, F.R.S.; or, The Life of a London Physician (1899)
- Mexico As I Saw It (1901)
- Behind The Footlights (1904)
- Sunny Sicily: Its Rustics and Its Ruins (1904)
- Porfirio Diaz: Seven Times President of Mexico (1906)
- Porfirio Diaz: The Maker Of Modern Mexico (1906)
- Hyde Park: Its History And Romance (1908)
- Thirteen Years of a Busy Woman's Life (1912)
- America As I Saw It; Or, America Revisited (1913)
- Busy Days: A Birthday Book (1913)
- Women the World Over: A Sketch Both Light and Gay, Perchance Both Dull and Stupid (1914)
- My Table-Cloths; A Few Reminiscences (1916)
- Mexico: From Diaz To The Kaiser (1917)
- Women And Soldiers (1918)
- A Woman On Four Battle-Fronts (1919)
- Mainly East (In Prose – Perhaps Prosey) (1922)
- An Adventurous Journey: Russia-Siberia-China (1926)
- Me and Mine: A Medley Of Thoughts And Memories (1932)
- Cremation the World Around (1932)
- Manchuria, Japan and China: water colour drawings by Mrs. Alec-Tweedie (1932)
- Tight Corners of My Adventurous Life (1933)
- My Legacy Cruise (the Peak Year of My Life) (1936)